# Ariana
Ariana er en by i det nordlige Tunesien, med et indbyggertal (pr. 2004) på cirka 97.600 og dermed Tunesiens tredjestørste by. Byen er hovedstad i et governorat af samme navn, og ligger ved landets kyst til Middelhavet, lige nord for hovedstaden Tunis